# Konkurrensrätt
Konkurrensrätt är en gemensam klassificering för de rättsområden som reglerar ramarna för konkurrens och hur staten, företag eller personer som bedriver en ekonomisk verksamhet får agera.
Rättsområdet innefattar bland annat hur företag kan samverka och möjligheterna att köpa och sälja företag, frågor om monopol, offentliga upphandlingar och  statsstödsregler inom Europeiska unionen.